# Speleomantes imperialis
Il geotritone imperiale (Speleomantes imperialis) comunemente chiamato anche geotritone odoroso è un anfibio urodelo della famiglia Plethodontidae, endemico della Sardegna.

## Descrizione
È chiamato anche con l'aggettivo odoroso per l'intenso odore aromatico che emana in caso di pericolo assieme ad un abbondante liquido urticante.

Le femmine sono più grandi dei maschi e raggiungono rispettivamente i 15 e 13.5 cm.

La colorazione del dorso è porporina con maculature gialle, mentre il dorso è grigio - biancastro.

Negli esemplari giovani la colorazione è più chiara e tendente al verdastro.

### Caratteri distintivi
- Colorazione porporina con macchie gialle.
- Lingua più lunga dello Speleomantes genei ma più corta rispetto alle altre specie sarde.
- Emissione odorosa e rilascio di liquido urticante in caso di pericolo.

## Distribuzione e habitat
È presente nella Sardegna centrale e sudorientale e si trova fino ai 1170 m sul monte Tonneri. L'areale è esteso circa 1000 km2 e tra la provincia di Oristano, Nuoro e Cagliari.

## Tassonomia
Questa specie, come tutte quelle sarde, si è evoluta dalla Speleomantes genei probabilmente prima del Miocene date le differenze genetiche fra le due specie. Molto meno marcate invece sono le differenze a livello genetico fra le restanti specie.
Il geotritone del Sarrabus, un tempo considerato sottospecie di S. imperialis (S. imperialis sarrabusensis), è oggi riconosciuto come specie a sé stante (Speleomantes sarrabusensis)